# Miroslav Michálek
Miroslav Michálek (* 30. června 1935, Zvolen) je bývalý československý fotbalista, obránce.

## Fotbalová kariéra
V československé lize hrál za Duklu Praha a Spartak Hradec Králové, s nímž získal roku 1960 historický titul mistra, jediný v dějinách klubu a první, který v československé lize putoval mimo Prahu a Bratislavu. Nastoupil v 50 ligových utkáních a dal 2 góly. V Poháru mistrů evropských zemí nastoupil ke 4 utkáním.

## Ligová bilance
| Ročník          | Zápasy | Góly | Klub                   |
| --------------- | ------ | ---- | ---------------------- |
| I. liga 1955    | 1      | 0    | Dukla Praha            |
| I. liga 1956    | 4      | 0    | Spartak Hradec Králové |
| I. liga 1957/58 | 3      | 0    | Spartak Hradec Králové |
| I. liga 1959/60 | 25     | 1    | Spartak Hradec Králové |
| I. liga 1960/61 | 15     | 0    | Spartak Hradec Králové |
| I. liga 1961/62 | 2      | 1    | Spartak Hradec Králové |
| CELKEM I. LIGA  | 50     | 2    |                        |